# 别尔季切夫
别尔季切夫（羅馬化：Berdychiv，發音：[berˈdɪtʃiu̯] ⓘ，按烏克蘭語名譯貝爾迪奇夫）是乌克兰日托米爾州别尔季切夫区别尔季切夫市镇内的城市，为该区及该市镇的行政中心（该市在2020年7月18日前为该州的州辖市，并不在该区的管辖范围内）。該市位於州府日托米爾以南44公里，始建于1430年，面积为35.33平方公里，海拔高度250米，2022年人口数量为73,046人。該市是歷史古城，亦曾是重要的金融中心。

## 图集

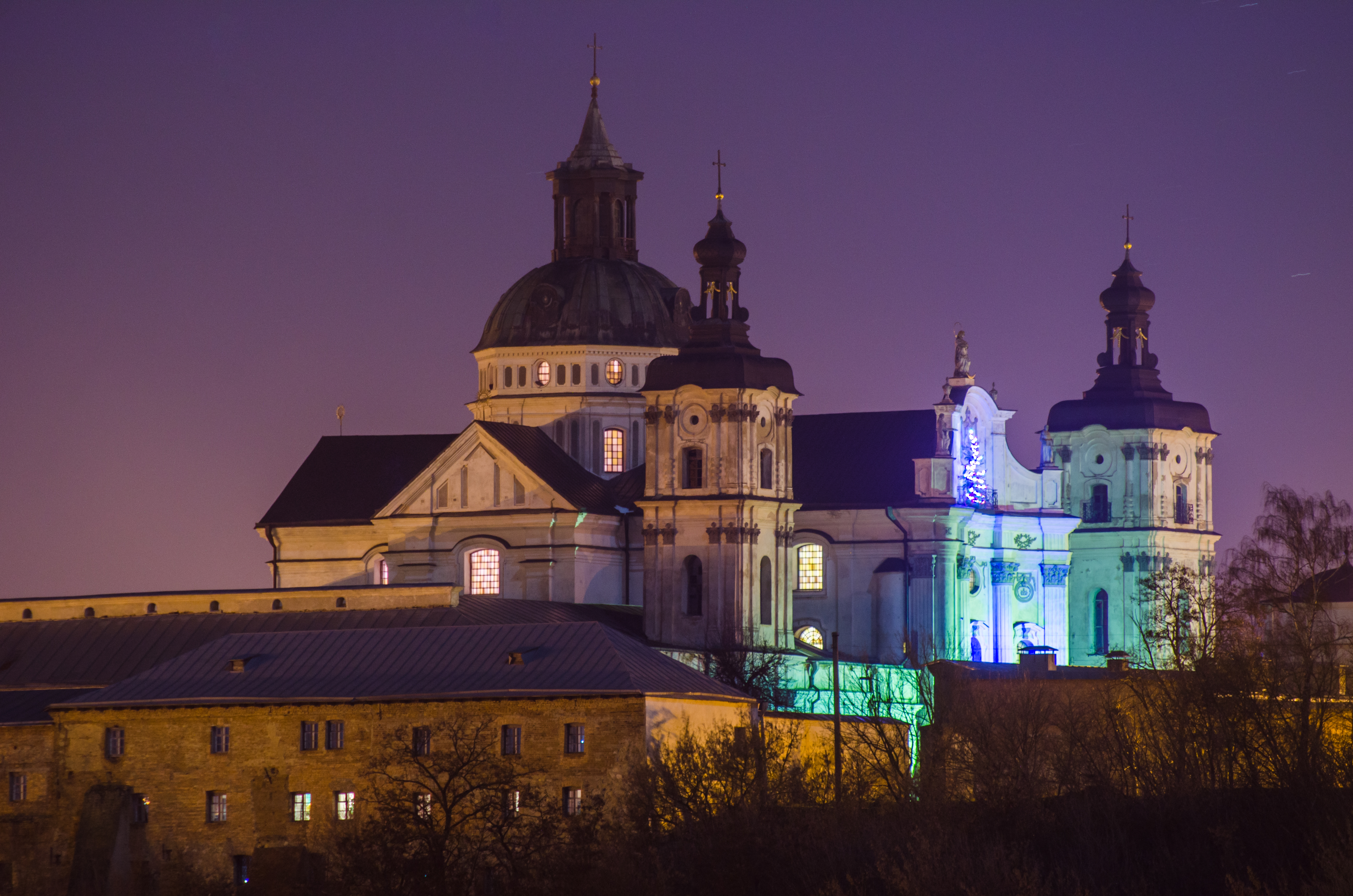
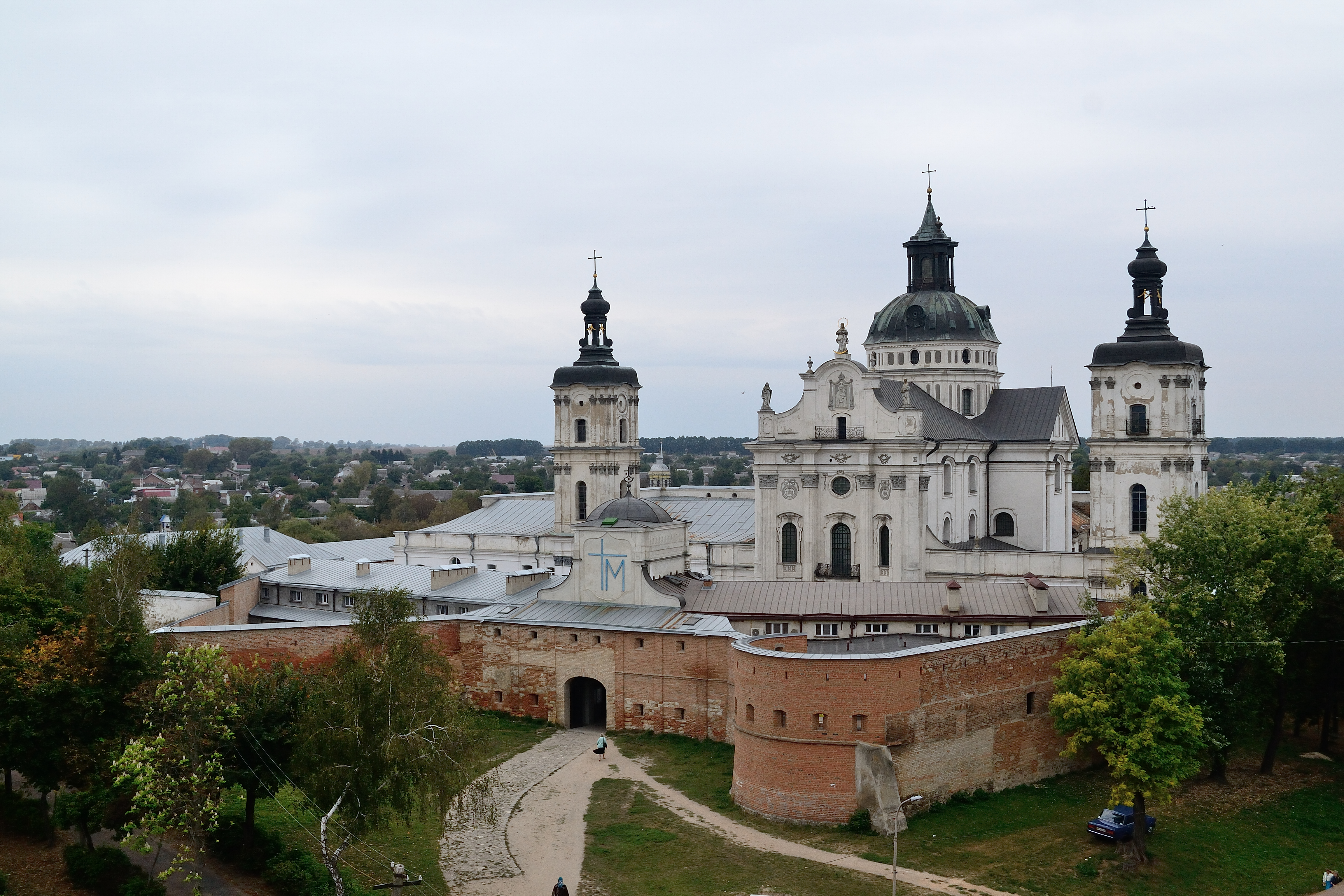
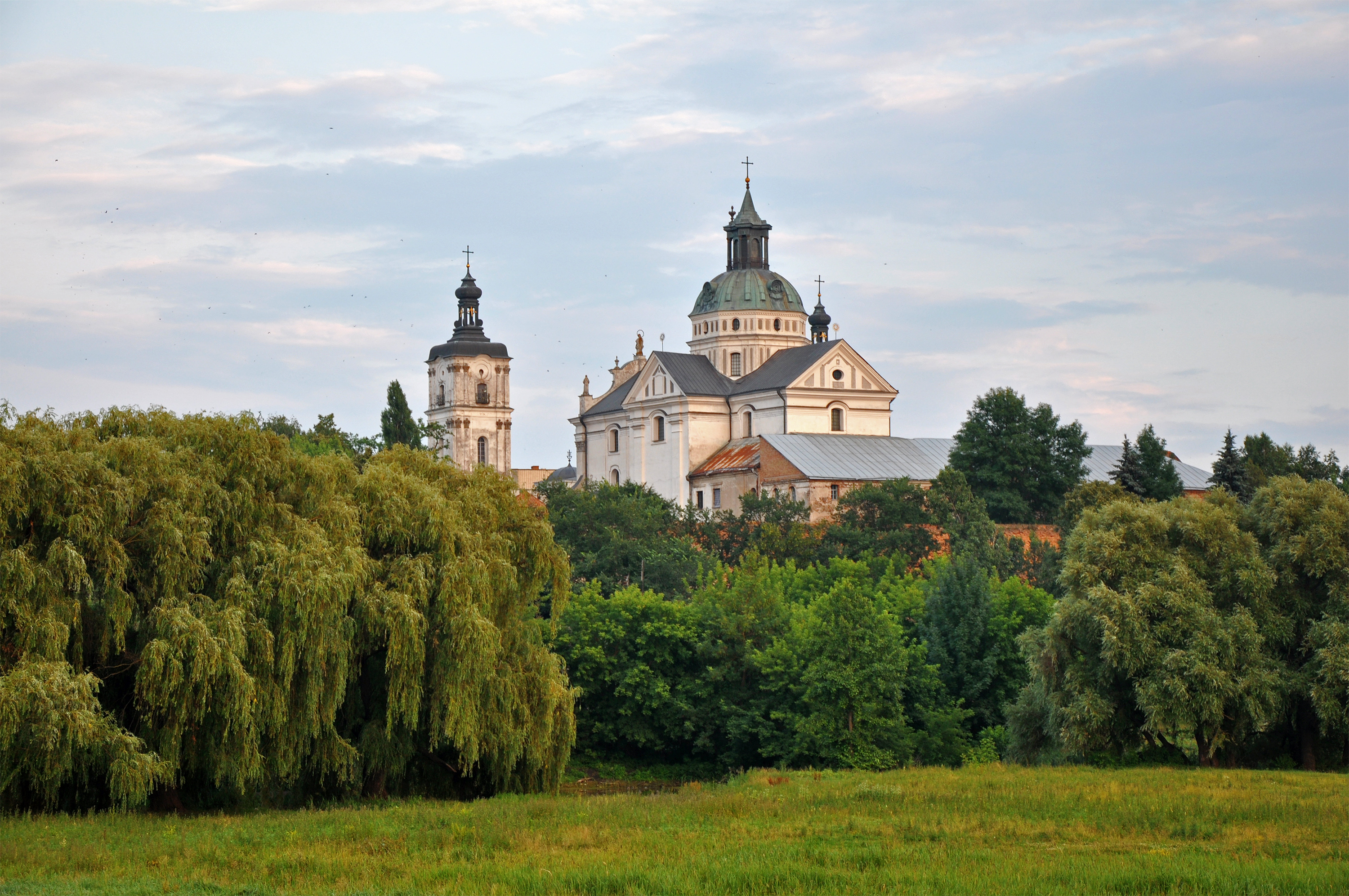
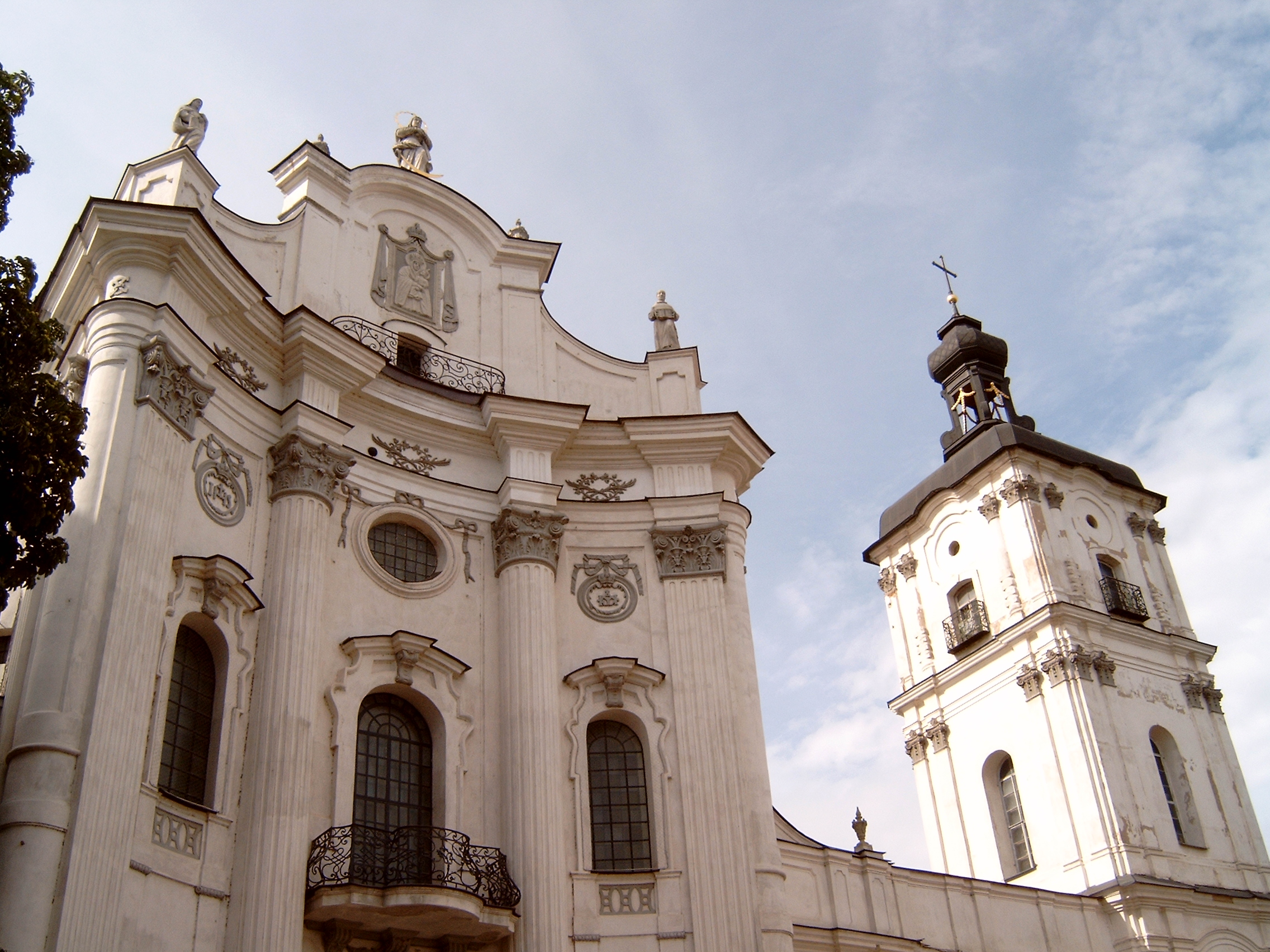
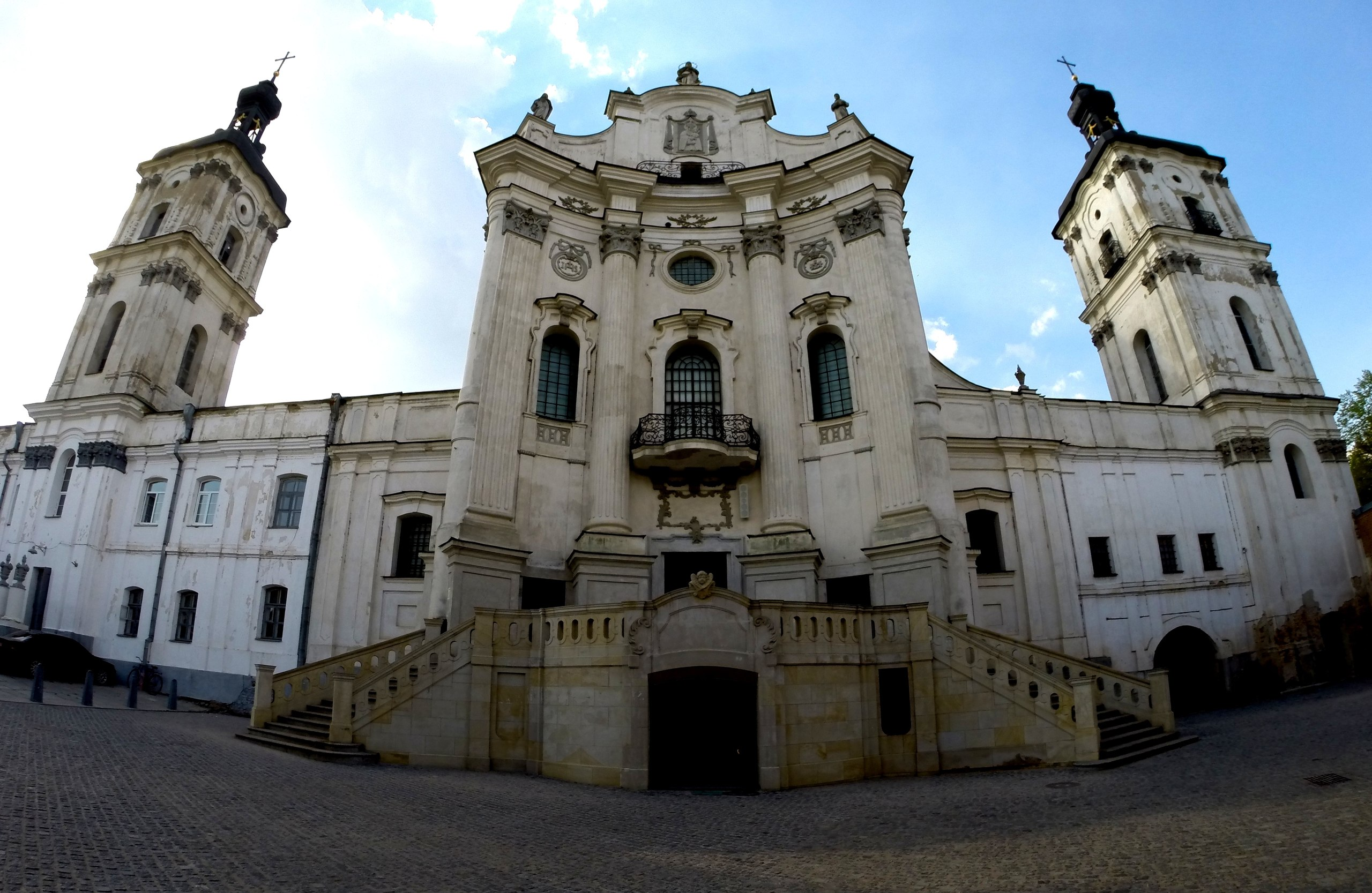
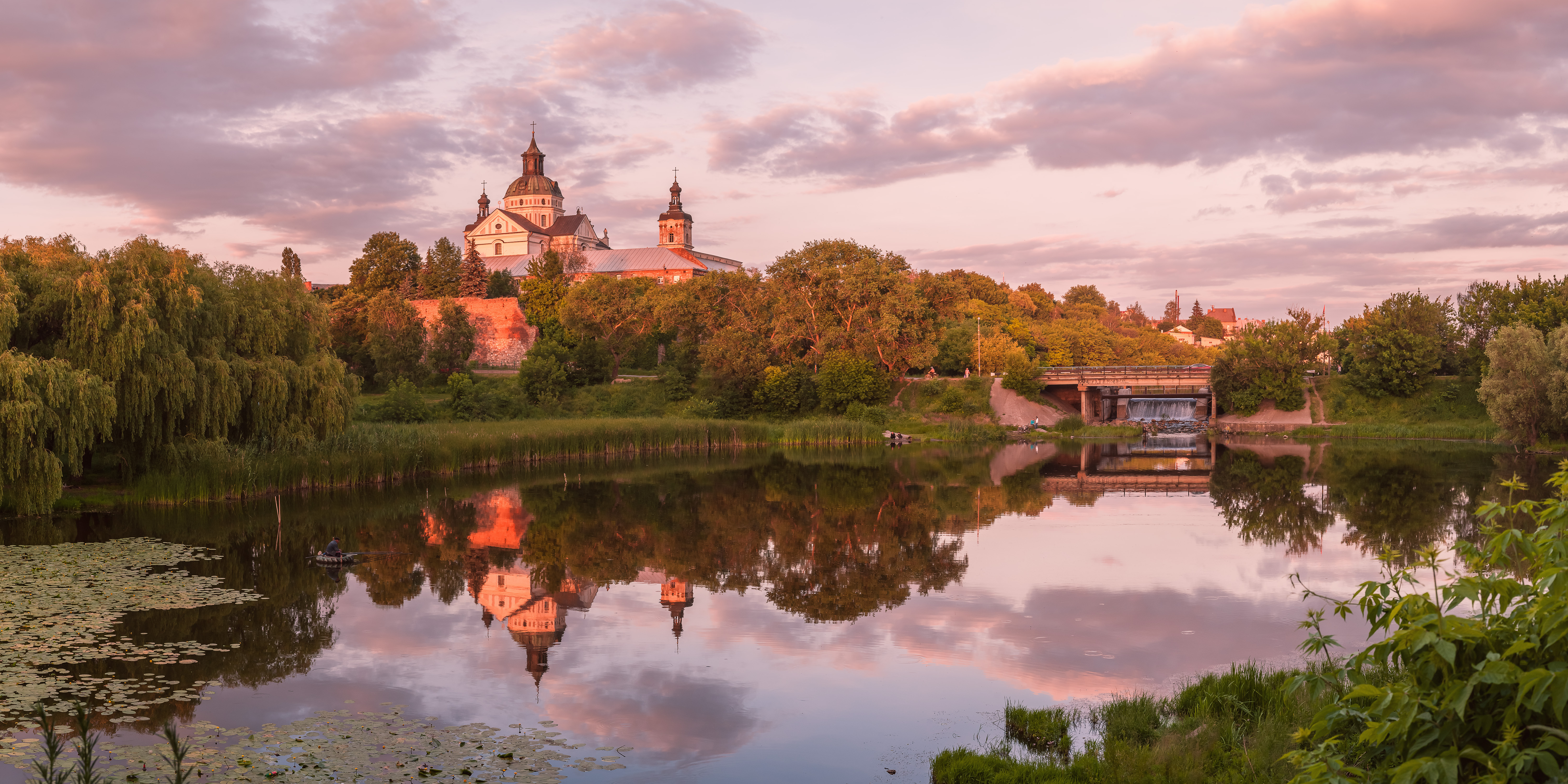
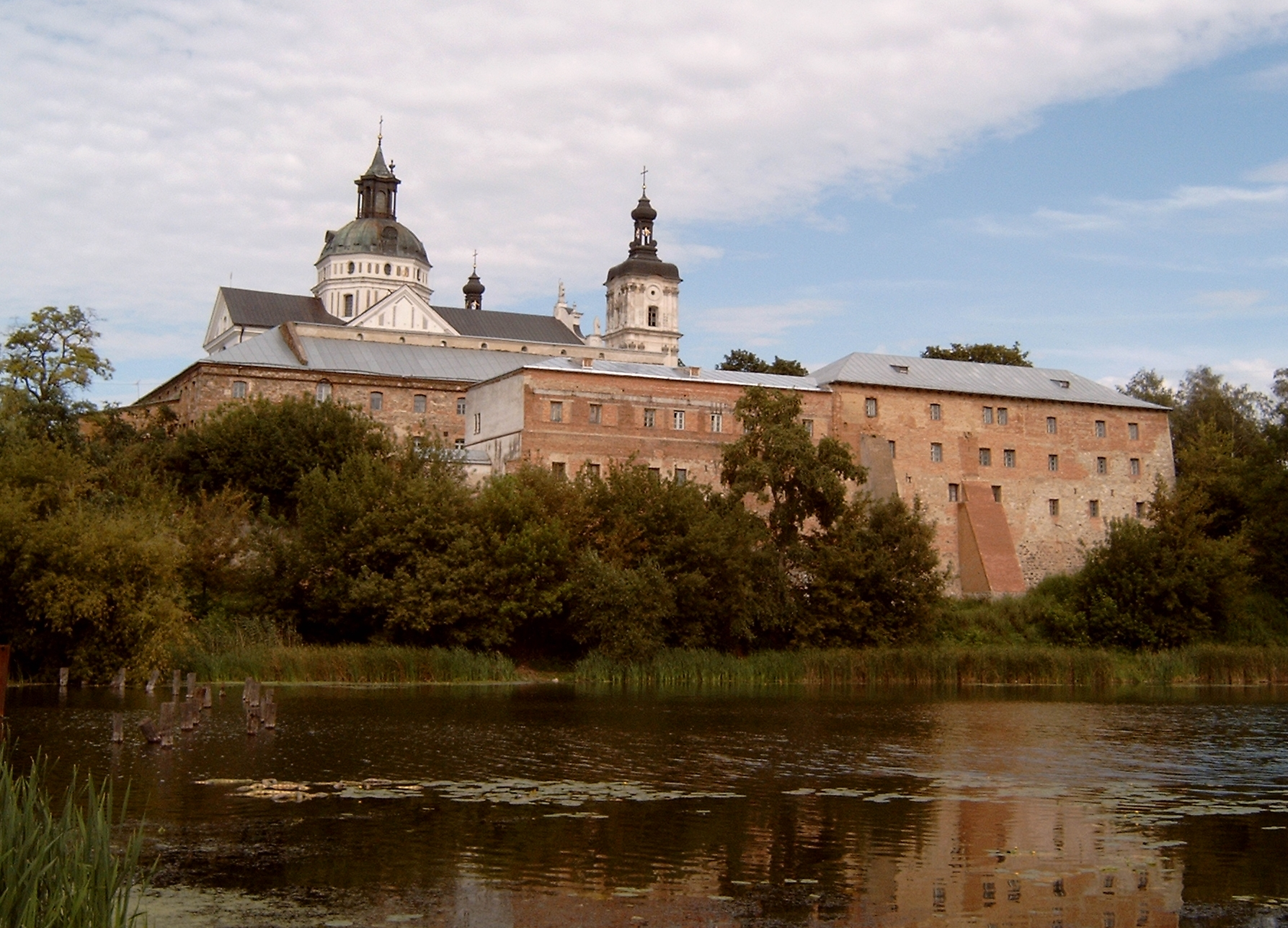
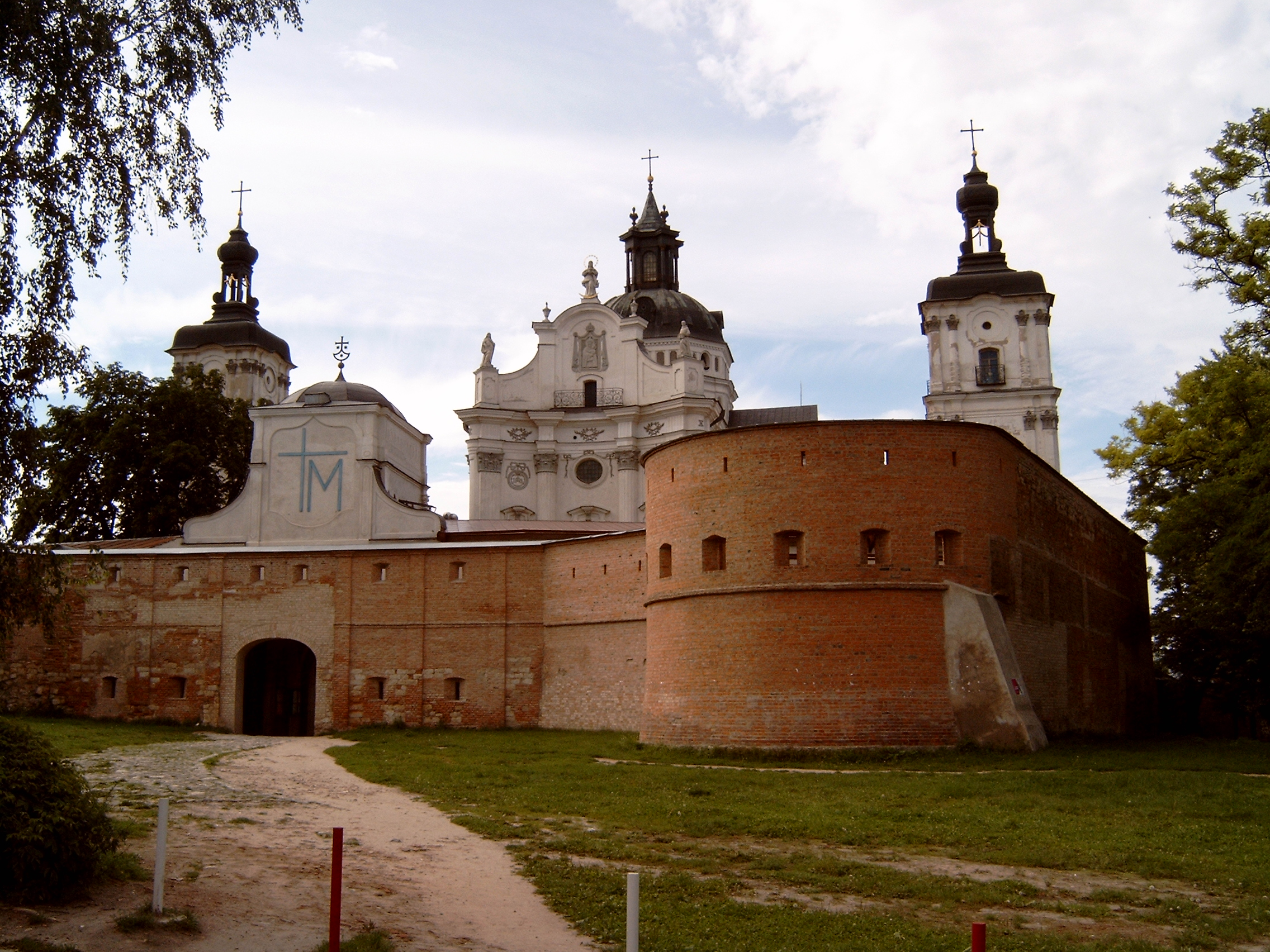
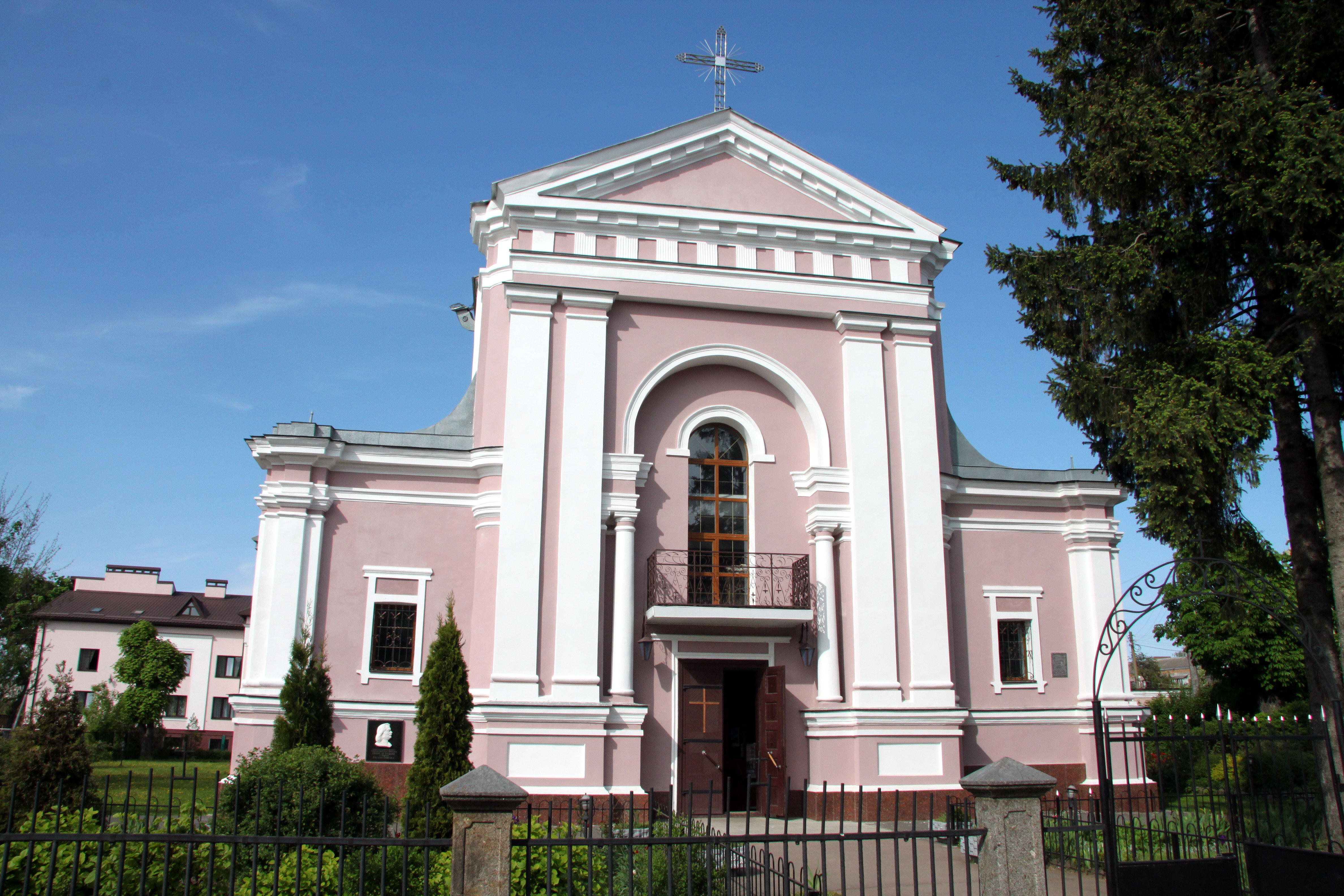
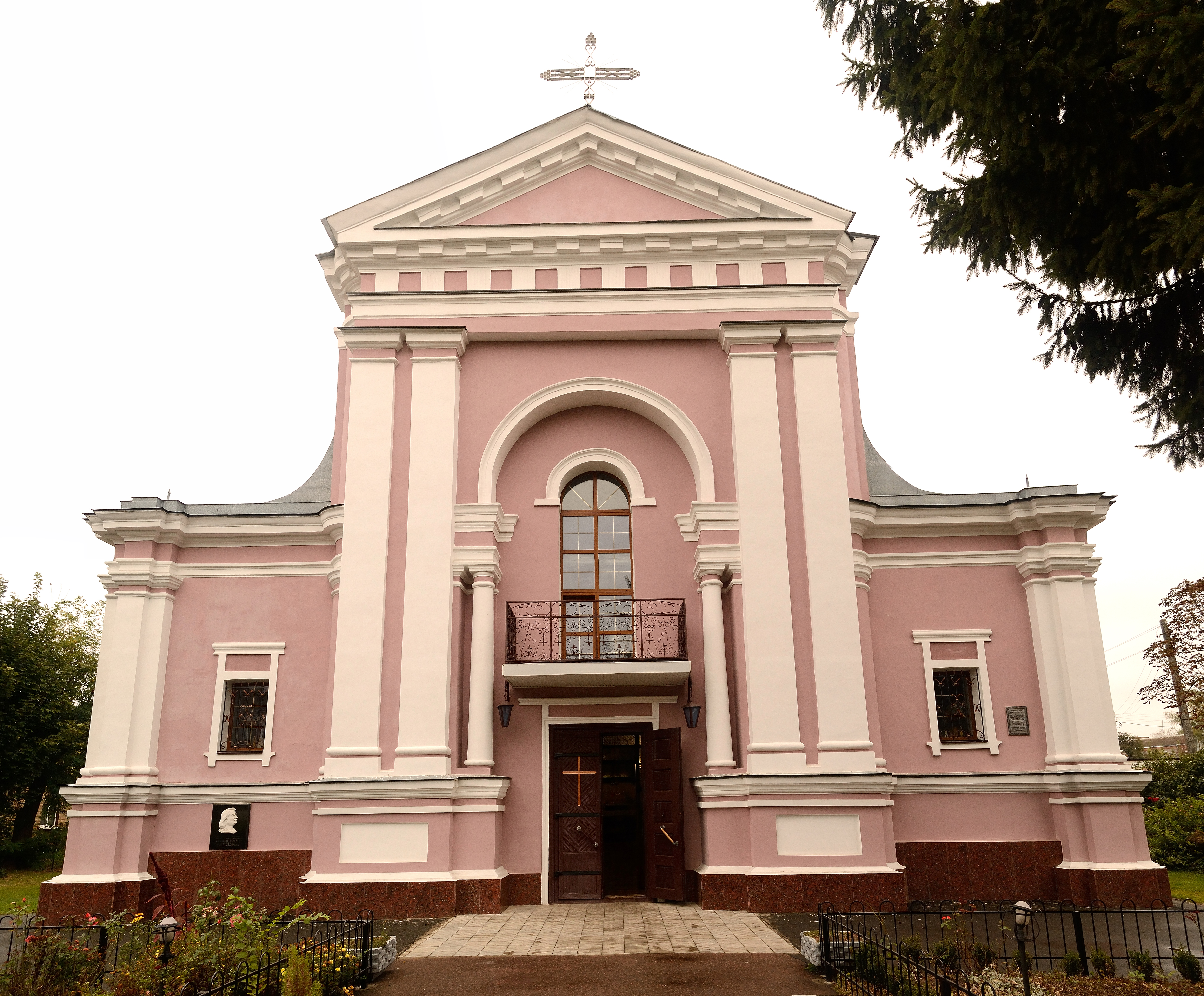
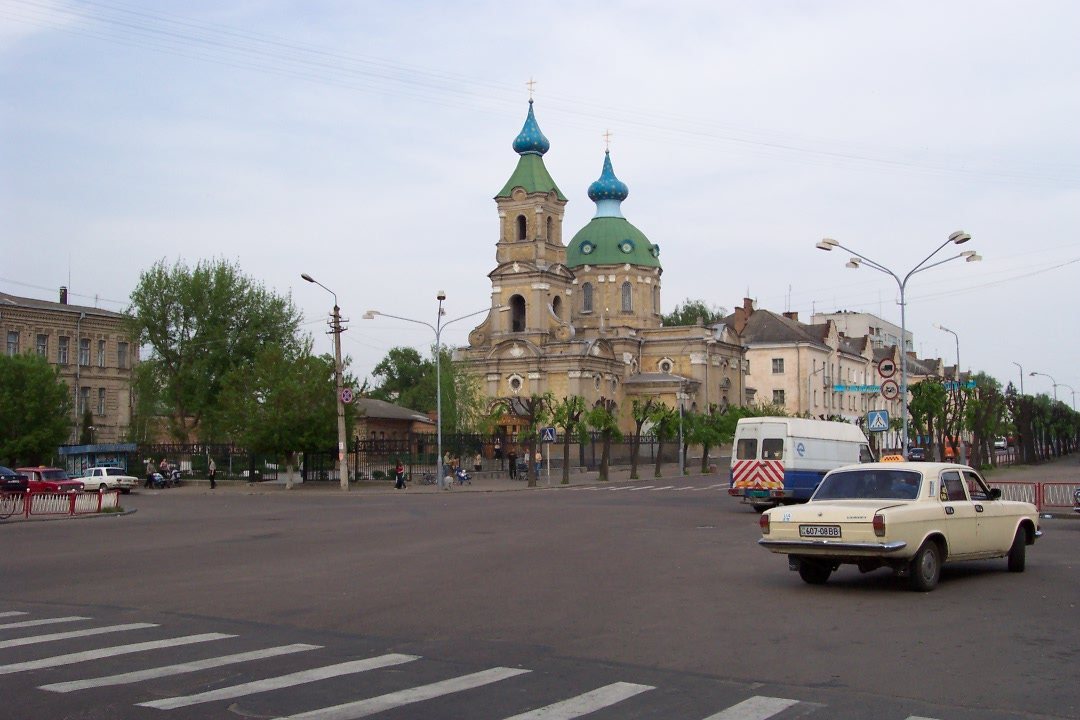
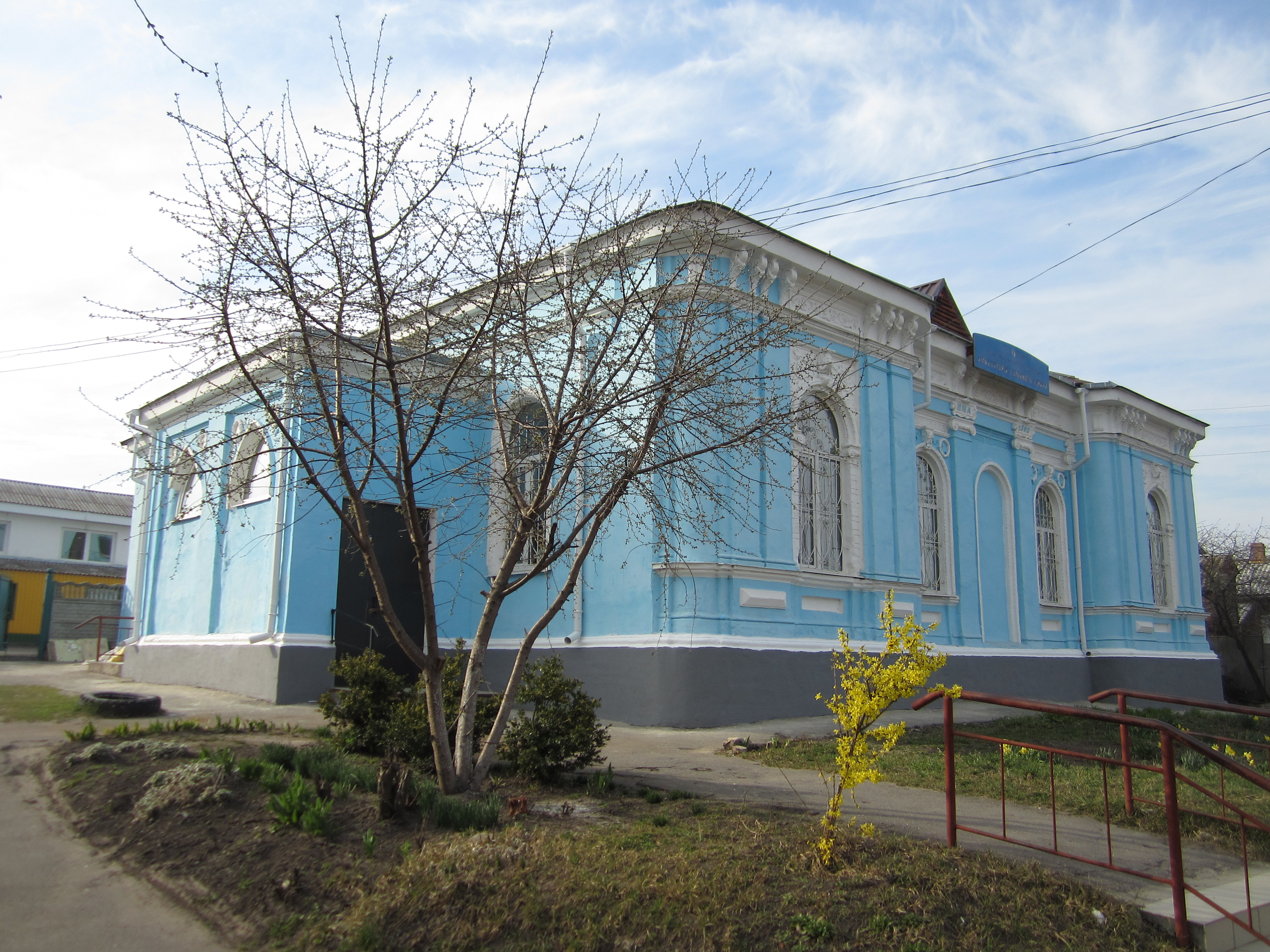
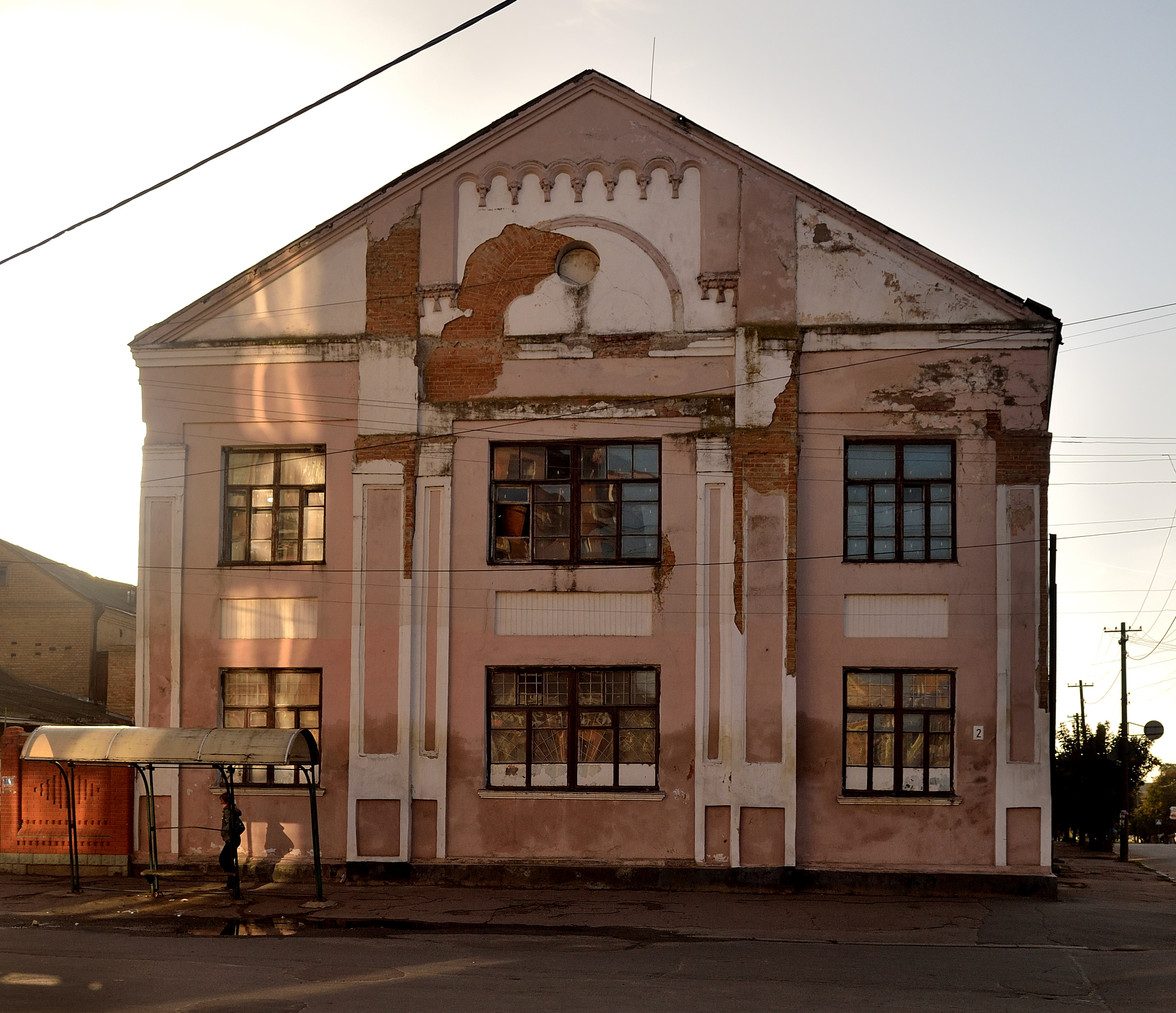
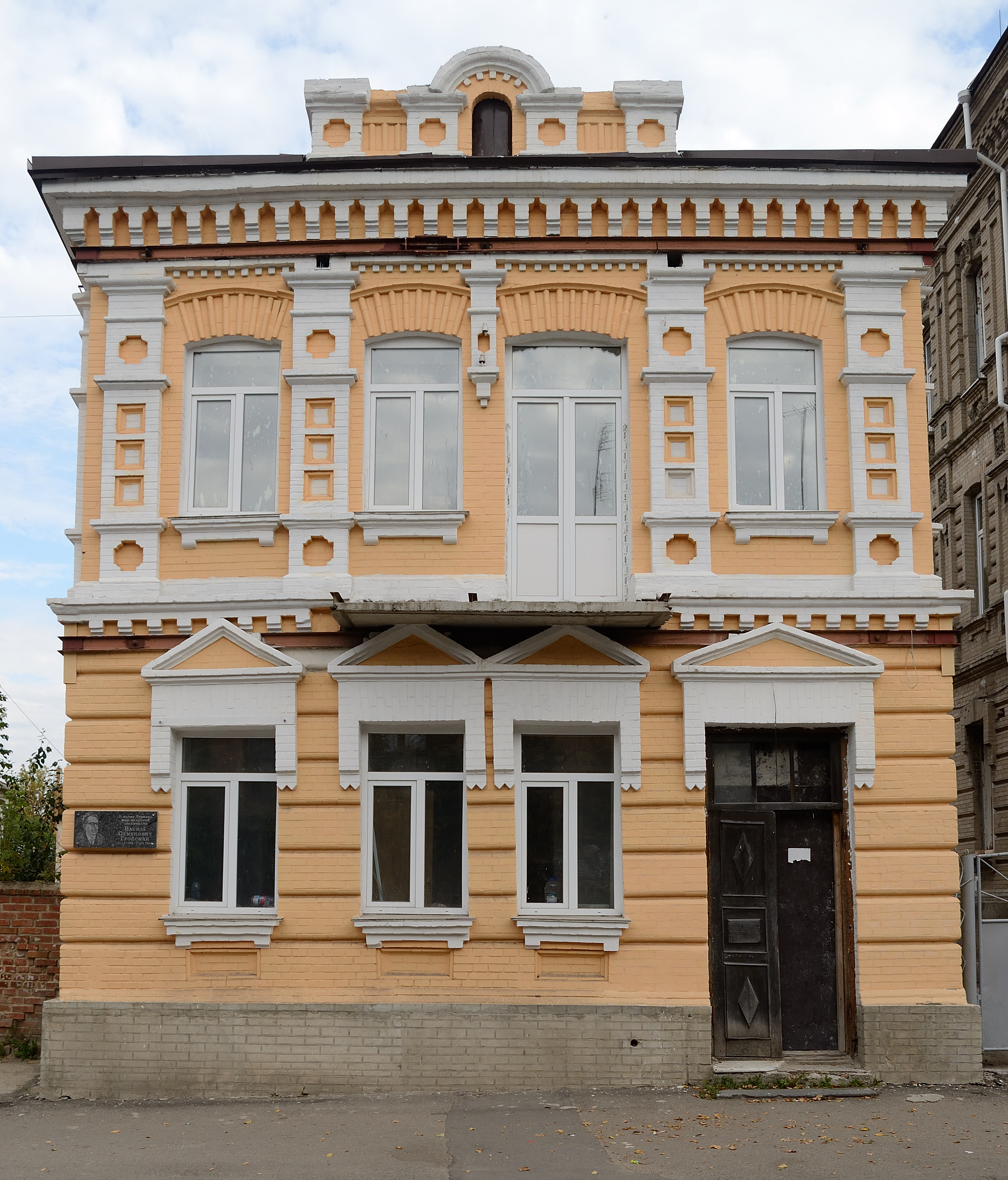
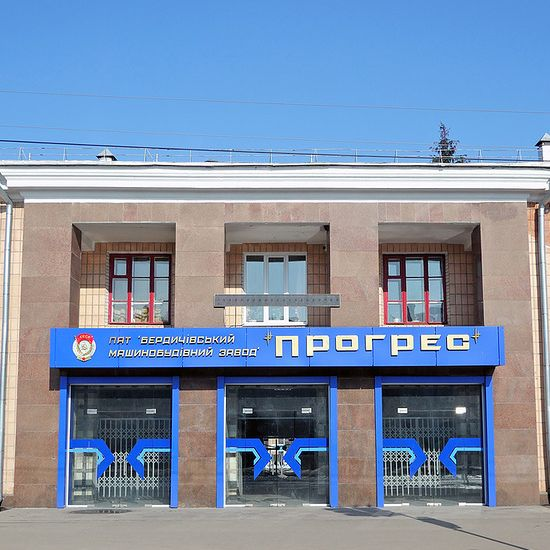
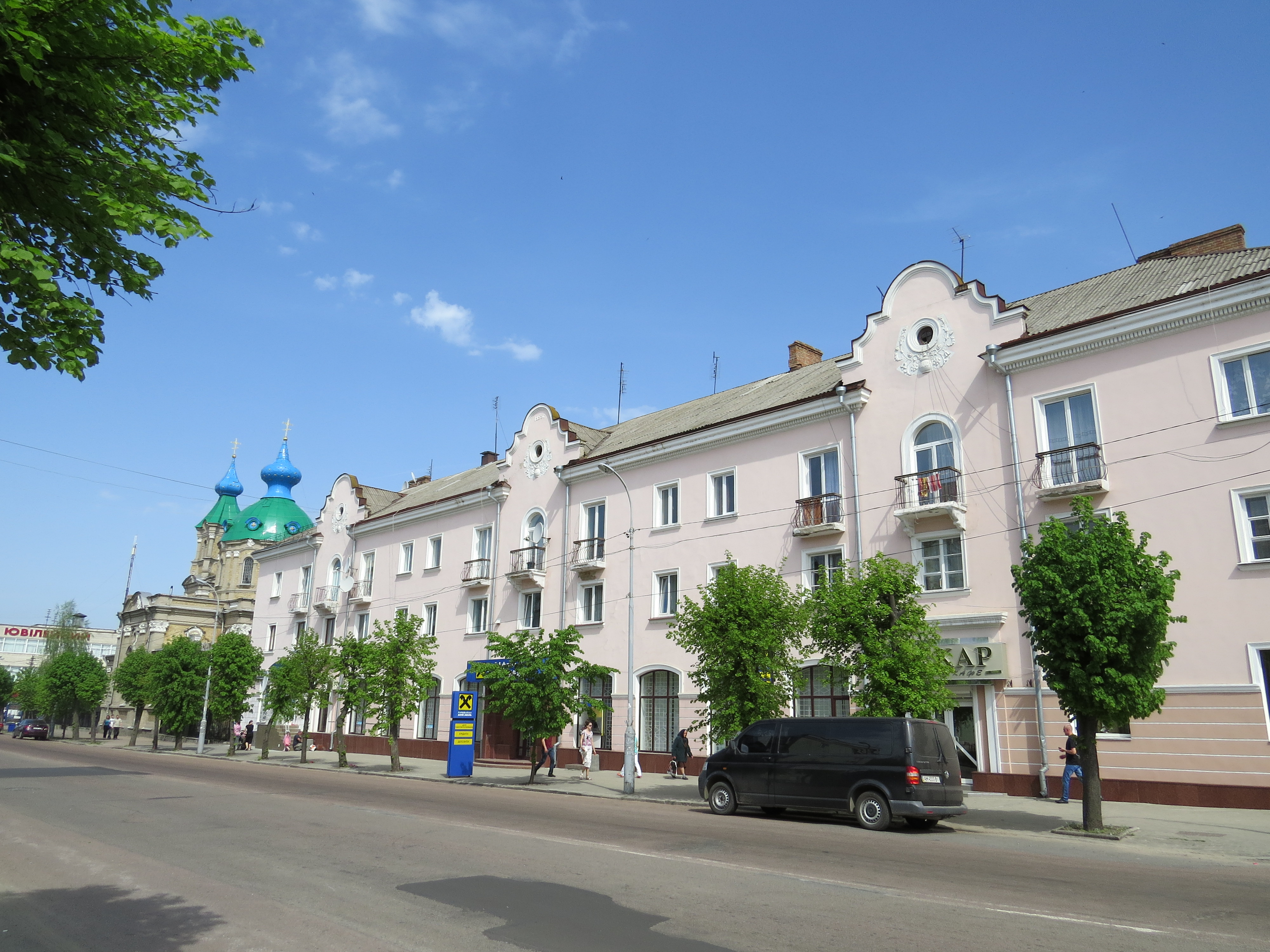
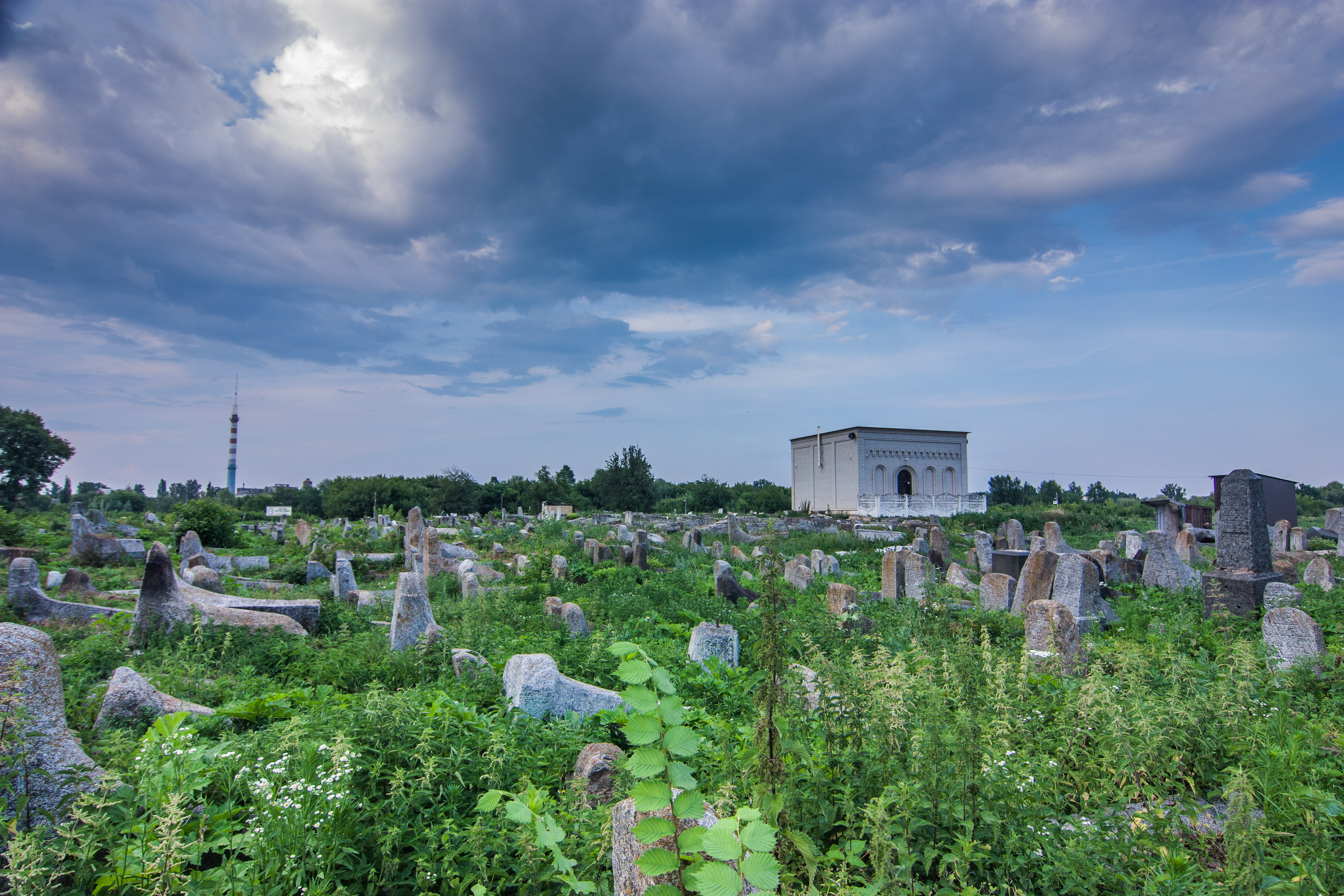

## 著名景点
- 加爾默羅修道院

## 交通运输
- 別爾季切夫車站

## 友好城市
- 乌克兰 佐洛托諾沙
- 立陶宛 阿利图斯
- 波蘭 亚沃尔
- 波蘭 謝德爾采
- 波蘭 琴斯托霍瓦
- 波蘭 维隆

## 当地名人
- 瓦西里·格罗斯曼：苏联作家、记者。
- 约瑟夫·康拉德，英国小说家